# Yineth Varón
Yineth Varón (* 23. Juni 1982 in Ibagué) ist eine kolumbianische Fußballspielerin. Die Torhüterin ist kolumbianische Nationalspielerin.
Sie bestritt mit Kolumbien 2006 die Qualifikation zur Weltmeisterschaft 2007, wo die Mannschaft aber nicht die Endrunde erreichte. Bei der Südamerikanischen Meisterschaft 2010 erreichte Kolumbien das Finale, wodurch sich das Team für die Weltmeisterschaft 2011 in Deutschland qualifizierte. Dort gehörte sie zuerst nicht zum Kader, wurde aber nachnominiert, nachdem sich Paula Forero verletzt hatte. Kurz vor dem Turnier war bei einer Trainingskontrolle in Leverkusen Varóns Dopingtest positiv auf Nandrolon und sie wurde für zwei Jahre gesperrt. Nach ihrer Sperre wurde sie wieder in den Kader der Nationalmannschaft berufen, die bei der Südamerikanischen Meisterschaft 2014 wieder das Finale erreichte und sich dadurch für die Weltmeisterschaft 2015 in Kanada qualifizierte.